# Lord of Arcana
Lord of Arcana es un videojuego producido por Square Enix para PlayStation Portable en el año 2010. Es una apuesta de Square Enix para aprovechar el género de caza de monstruos propulsado por Capcom con Monster Hunter al que se le añaden toques de RPG estilo Final Fantasy como una subida progresiva de nivel, hechizos e invocaciones.

## Características
Este juego es de combate en tiempo real, y destaca por los espectaculares combates contra los jefes finales, los cuales deberemos derrotar a base de un QTE (Quick Time Events. Para que lo entendais, salen botones que deberemos pulsar en un pequeño espacio de tiempo para conseguir encadenar los ataques, estilo God of War) después de una larga batalla a base de espadazos. En este juego la dinámica consiste en derrotar monstruos menores en diversas misiones para obtener materiales y con ello fabricar armas, armaduras y demás ítems que te serán útiles en la lucha, y hay que decir que cientos de armas las que podremos encontrar, teniendo en cuenta cada tipo de arma, las diferentes armas de cada tipo, y las mejoras que podremos hacer en estas y en la armadura, compuesta por traje, casco y escudo. 
El nivel del juego es bastante difícil así que no es recomendable para gente que se estresa fácilmente ya que muchas de las misiones del juego conseguirán que nos ardan los dedos para después acabar muriendo y tener que volver a empezar la misión con una nueva estrategia.
Eso sí, para los amantes de este tipo de juego es todo una obra de arte, así que si os gusta juegos estilo Final Fantasy y monster hunter este es vuestro juego.
Historia
En un reino lejano el caos se está apoderando de todo ya que el poder de arcana está dividido entre los señores oscuros y estos están aburridos, y tu eres el elegido, serás transportado desde tu mundo a este reino para intentar hacerte con ese poder y de esta manera convertirte en el monarca del reino, el único que puede traer de nuevo la tranquilidad así que no nos queda otra que coger la espada y ponernos manos a la obra e ir eliminando uno a uno a los señores oscuros para obtener su parte de poder, y una vez reunido todo el poder de las piedras arcana la calma volverá.
La historia queda en un segundo plano ya que no se habla mucho de ella, para entenderla mejor habrá que hablar con todos los personajes de Puerto carillo cada vez que empecemos un nuevo capítulo, pero esto no impide que el juego enganche al usuario. El afán por superarse, conseguir un nuevo y mejor equipo para derrotar a monstruos cada vez más poderosos es suficiente para esto.

## Desarrollo
Inicialmente este juego tiene un tutorial donde se indican los controles generales del juego,
una vez familiarizados con los controles os recomiendo que uséis o la espada a una mano dada su velocidad y técnicas o la espada a 2 manos que es un poco más lenta pero tiene un gran poder, además cuando consigáis la última técnica de esta arma la velocidad aumenta significativamente, es cierto que hay monstruos en los que se nos facilitará mucho el trabajo si elegimos una buena equipación.
También están Easter Eggs dentro el juego como los son Bahamut, Ommiehola, y diversas referencias a la Saga de Final Fantasy
- Datos: Q4043184